# Doppelter Name
Doppelter Name (russisch Двойная фамилия, Dwoinaja familija) ist ein Film von Stanislaw Mitin nach den Werken von Dina Rubina.

## Handlung
Das Ehepaar Wosdwischenskij hatte eine ganze Weile – sieben Jahre lang – keine Kinder. Als sie letztendlich ein Kind bekommen, erfährt der Vater, dass das nicht sein Kind ist. Wosdwischenskij beschließt, seine Familie zu verlassen, aber das Mitleid mit seiner hilflosen Frau und dem Kind hält ihn zurück. Jeden Tag wächst die väterliche Liebe in ihm, und schließlich fasst er so eine starke Zuneigung zu dem Kind, dass er ohne dies nicht leben kann. Jedoch ist er nicht in der Lage, seiner Frau den Ehebruch zu verzeihen und bleibt mit ihr nur des Jungen zuliebe, den er als seinen leiblichen Sohn liebt, zusammen. Und trotzdem zerfällt die Ehe nach fünf Jahren: Die Frau Wosdwischenskijs verlässt ihn für den Vater des Kindes und verspricht Wosdwischenskij, dass der Junge seinen Familiennamen beibehalten kann, und nur mit dem Tod eines der Männer die Wahrheit über seine Geburt erfahren wird...

## Auszeichnungen
- 2006: Filmfest Umeå, Schweden: Grand Prix
- 2006: Filmfest Braunschweig[1]: Publikumspreis
- 2006: Flanders International Film Festival Ghent[2]: Teilnahme
- 2007: Filmfestival Rom: Teilnahme
- 2007: Filmfest „Der Spiegel“ in Iwanowo: Teilnahme
- 2007: Filmfest Denver: Teilnahme
- 2007: „Filmfest Artfilm“, Trenčianske Teplice[3]: Teilnahme
- 2007: „Filmfest Stalker“, Moskau[4]: Teilnahme
- 2007: Filmfest Sankt Petersburg: Teilnahme
- 2007: Filmfest Chanty-Mansijsk: Teilnahme
- 2007: 4. internationales karitatives Filmfest „Strahlender Engel“[5]: Preisträger